# Wahlenbergia erophiloides
Wahlenbergia erophiloides är en klockväxtart som beskrevs av Markgr. Wahlenbergia erophiloides ingår i släktet Wahlenbergia och familjen klockväxter.
Artens utbredningsområde är Namibia. Inga underarter finns listade i Catalogue of Life.